# Arugisa pilosa
Arugisa pilosa là một loài bướm đêm trong họ Erebidae.